# Особняк К. П. Бахрушина
Особняк К. П. Бахрушина — дом в Москве по адресу Новокузнецкая улица дом 27/6 строение 1. Объект культурного наследия федерального значения.

## История
В 1803 году имением на углу Новокузнецкой улицы и 1-го Новокузнецкого переулка с двухэтажным домом, которым владела Туманова П. А., жена купца. Во время московского пожара 1812 года дом получил сильные повреждения и вплоть до 1819 года лежал в руинах. Во время восстановительных работ дом был расширен, старые служебные постройки во владении по улице и переулку были снесены и заменены новыми каменными зданиями. В 1830-е и 1870-е годы хозяевами имения были сначала купец Карцев П. А., после него — почетная гражданка Еремеева А. А.
В 1891 году владение приобретает Константин Петрович Бахрушин, купеческий сын из рода Бахрушиных. Он заказывает перестройку дома Карлу Карловичу Гиппиусу, бывшему для Бахрушиных «домашним архитектором». Работа была выполнена в 1895—1896 годах, дом был перестроен в стиле эклектики. Фасады здания были богато украшены белой лепниной, стены приобрели ярко-голубой цвет. У парадного входа были устроены сени и балкон с двумя декоративными вазонами. Над балконом был выполнен лепной фронтон с путти и монограммой Константина Петровича, прямо над входом указан год окончания работ. Перед зданием разбит палисад с цветником. Сохранился декор интерьеров дома, такой же богатый, как и внешнее убранство, среди прочего он включает мраморную лестницу, лепнину и камин.

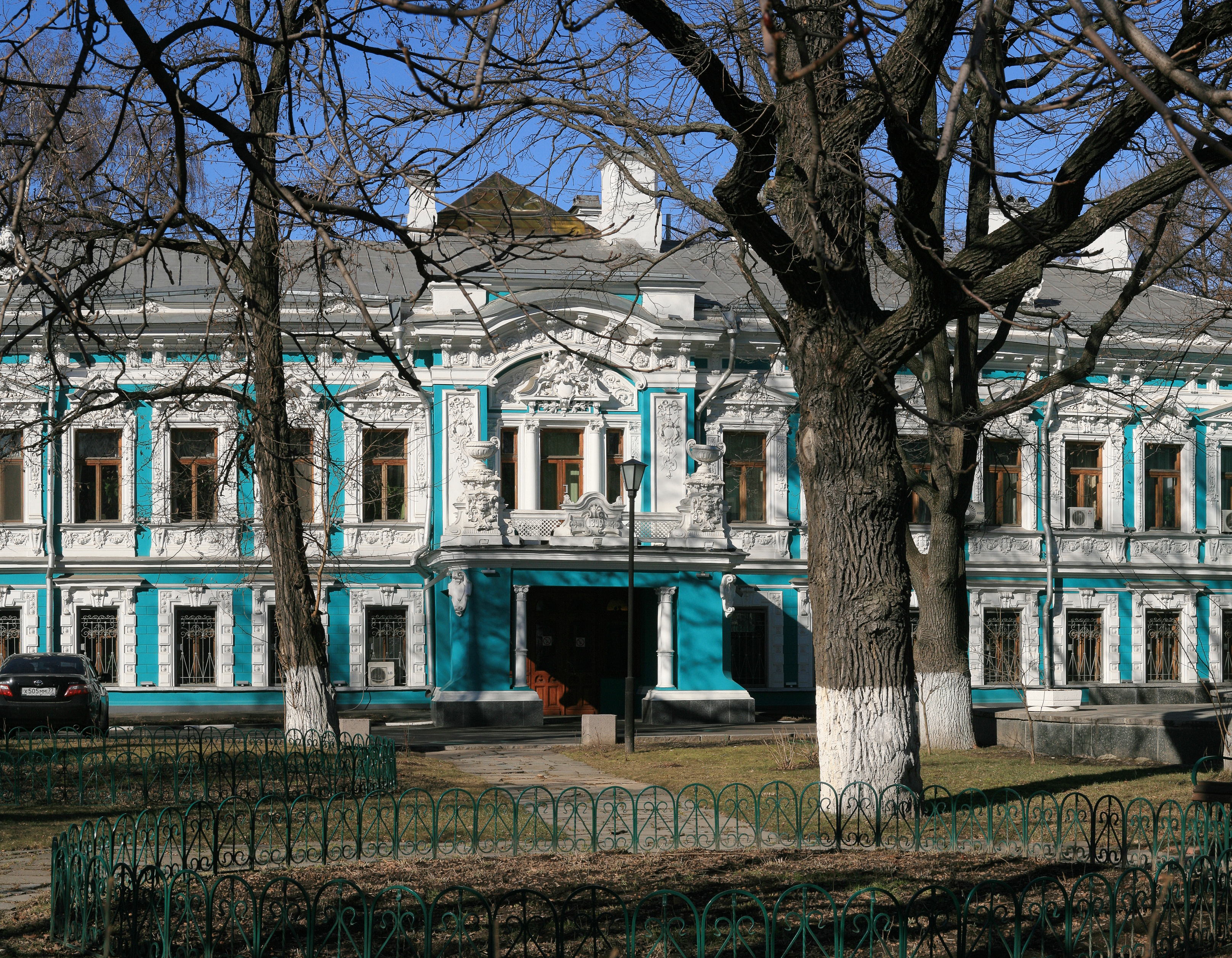
Парадный подъезд особняка

С приходом к власти большевиков владельцы были выселены, а дом национализирован. С 1933 года и до настоящего времени в усадьбе размещается Московская городская прокуратура.